# Mouflers
Mouflers là một xã ở tỉnh Somme, vùng Hauts-de-France, Pháp.

## Địa lý
A small village Xã này tọa lạc on the N1, khoảng 12 dặm Anh về phía đông nam của Abbeville.

## Dân số
| 1962                                                           | 1968 | 1975 | 1982 | 1990 | 1999 |
| -------------------------------------------------------------- | ---- | ---- | ---- | ---- | ---- |
| 92                                                             | 101  | 74   | 80   | 89   | 83   |
| Số liệu điều tra dân số từ năm 1962, dân số không tính hai lần |      |      |      |      |      |